# Syrastrena
Syrastrena is een geslacht van vlinders van de familie spinners (Lasiocampidae).

## Soorten
- S. lajonquieri Holloway, 1982
- S. lanaoensis Tams, 1935
- S. malaccana Tams, 1935
- S. minor (Moore, 1879)
- S. sumatrana Tams, 1935
- S. tamsi Holloway, 1982